# وربات
الوربات هي أحد الحلويات التي تشتهر بها سوريا وبلاد الشام عموما ، وقد ذكرها ابن العديم الحلبي في القرن السابع الهجري، الثاني عشر الميلادي. وهي عبارة عدة طبقات من رقائق العجين او الكلاج.
وتقطع على شكل وربات او مربعات ثم تحشى بداخلها القشطة، او الفستق الحلبي او الجبنه, ثم تثى لتأخذ شكل مثلثات ويوضع عليها بعد اخراجها من الفرن قليل من القطر والفستق الحلبي.

## روابط خارجية
- طريقة تحضير الوربات

https://www.youtube.com/watch?v=M90UI0-IuP4